# Rhombophryne madagascariensis
Espèce
Synonymes
- Stumpffia madagascariensis Mocquard, 1895

Rhombophryne madagascariensis est une espèce d'amphibiens de la famille des Microhylidae.

## Répartition
Cette espèce est endémique du parc national de la Montagne d'Ambre à Madagascar.

## Taxinomie
Cette espèce a été relevée de sa synonymie avec Rhombophryne psologlossa par Köhler, Vences, D'Cruze & Glaw en 2010. où elle avait été placée par Blommers-Schlösser & Blanc en 1991.

## Étymologie
Son nom d'espèce, composé de madagascari- et du suffixe latin -ensis, « qui vit dans, qui habite », lui a été donné en référence au lieu de sa découverte, Madagascar.

## Publication originale
- Mocquard, 1895 : Sur une collection de reptiles recueillis à Madagascar par MM. Alluaud et Belly. Bulletin de la Société philomathique de Paris, sér. 8, vol. 7, p. 112-136 (texte intégral).